# Wyżyna Ojcowska

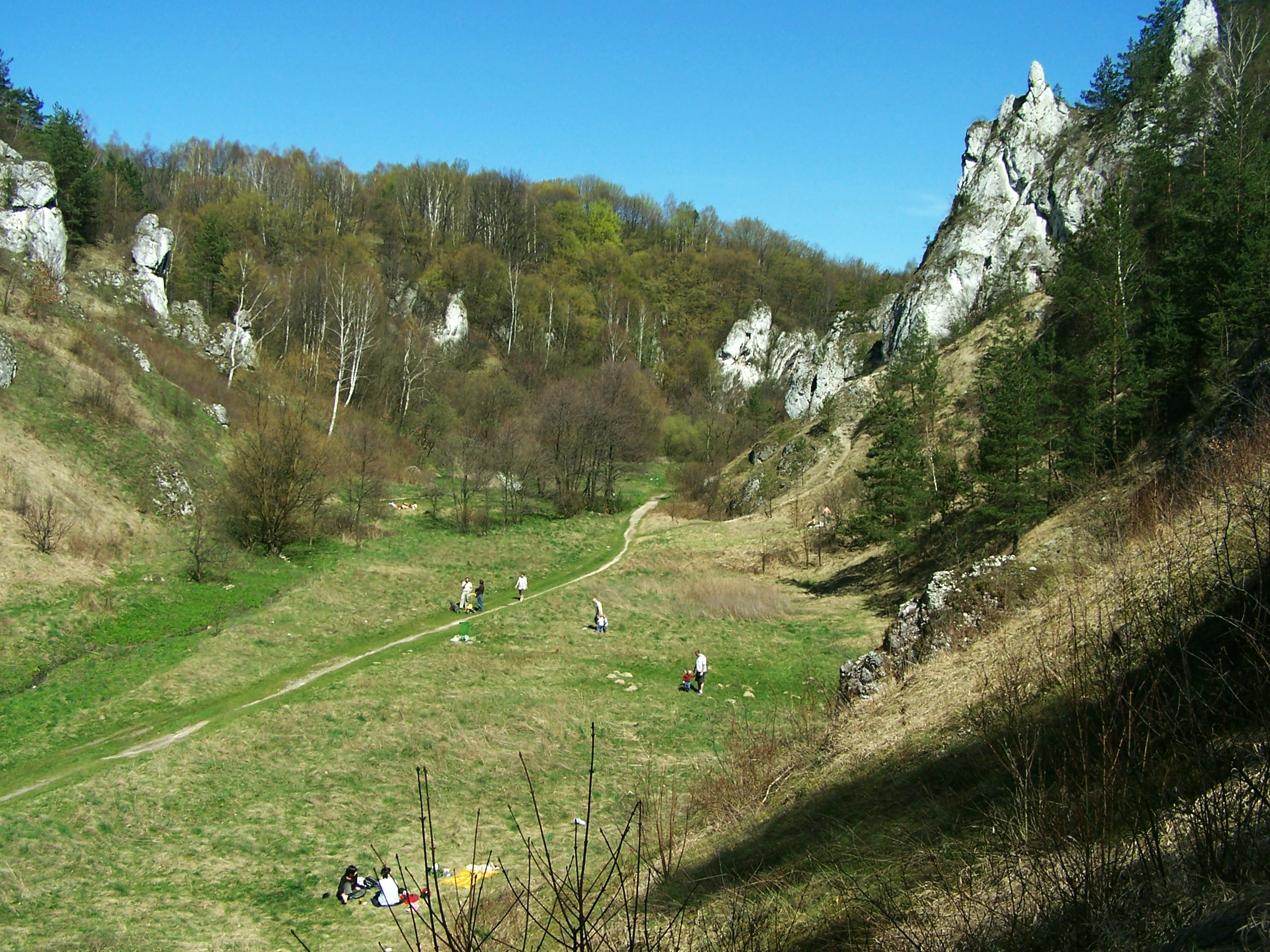
Dolina Kobylańska

Wyżyna Ojcowska (341.323) – mikroregion będący częścią Wyżyny Olkuskiej  w Jurze Krakowsko-Częstochowskiej. Obejmuje południową część Wyżyny Olkuskiej, rozciętą dolinkami. Zdzisław Czeppe nazwał go Dolinami Podkrakowskimi, Stanisław Lencewicz Płytą Ojcowską, a Gilewska i Mieczysław Klimaszewski  Płaskowyżem Ojcowskim.
Wyżyna Ojcowska pocięta jest przez doliny potoków na dolinki o stromych zboczach z licznymi wapiennymi ostańcami. Położone są po obydwu stronach drogi Kraków-Olkusz (E 94). Po północnej stronie tej drogi znajduje się Dolina Prądnika, po południowej kolejno od zachodu na wschód znajdują się doliny o południkowym przebiegu:
- Dolina Miękini
- Dolina Eliaszówki
- Dolina Racławki
- Dolina Szklarki
- Dolina Będkowska
- Dolina Kobylańska
- Dolina Bolechowicka
- Dolina Kluczwody

Na Wyżynie Ojcowskiej znajdują się najwyższe i najniższe miejsca Wyżyny Olkuskiej. Wierzchowina znajduje się na przeciętnej wysokości 400–450 m. Najwyższym punktem jest wapienny ostaniec Grodzisko. Według najnowszych pomiarów ma wysokość 512,8 m, dawniej pomierzono jego wysokość na 502 m, stąd też dawna nazwa Skała 502. Najniższym miejscem są południowo-wschodnie podnóża opadające do Rowu Krzeszowickiego.
Na Wyżynie Ojcowskiej już w 1956 roku utworzono Ojcowski Park Narodowy. Jest najmniejszym z polskich parków narodowych, ma jednak bardzo zróżnicowaną szatę roślinną. Rosną w nim lasy liściaste z grabami, dębami i lipami. Występują tu również reliktowe lasy górskie (las jaworowy – Ojców i buczyna karpacka), w dolinach potoków pozostałości łęgów i łąki, na skałach murawy naskalne. Duża liczba jaskiń i schronisk powoduje, że bogata jest fauna nietoperzy. Stąd też nietoperz stał się symbolem Ojcowskiego Parku Narodowego. Zagrożeniem dla przyrody OPN są zachodnie wiatry przywiewające z pobliskiego Górnego Śląska zanieczyszczenia przemysłowe. Na Dolinach Podkrakowskich utworzono Park Krajobrazowy Dolinki Krakowskie, jest też kilka rezerwatów przyrody: „Dolina Eliaszówki”, „Dolina Kluczwody”, „Dolina Racławki”, „Dolina Szklarki”, „Michałowiec”, „Wąwóz Bolechowicki”.
Na Wyżynie Ojcowskiej znajduje się największe na całej Wyżynie Olkuskiej skupisko wapiennych  ostańców, często o fantastycznych kształtach. Najbardziej znane to Maczuga Herkulesa, Igła Deotymy, Brama Krakowska, Brama Bolechowicka. Liczne ostańce znajdują się w Dolinie Prądnika, w Jerzmanowicach (Ostańce Jerzmanowickie), w Dolinie Kobylańskiej, Będkowickiej i w Dolinie Szklarki. Te znajdujące się poza obszarem parku narodowego są obiektem wspinaczki skalnej. W wapieniach liczne objawy rzeźby krasowej, m.in. liczne schroniska i jaskinie. Turystycznie udostępniono 4 jaskinie:  Jaskinia Ciemna, Jaskinia Łokietka, Jaskinia Nietoperzowa i Jaskinia Wierzchowska Górna.
Przez Wyżynę Ojcowską biegną liczne szlaki turystyki pieszej, rowerowej i konnej, w tym trzy główne szlaki Jury: Szlak Orlich Gniazd, Szlak Warowni Jurajskich i Jurajski Rowerowy Szlak Orlich Gniazd. Znajdują się na niej ruiny Zamku w Ojcowie.